# 大穗落芒草
大穗落芒草（学名：Oryzopsis grandispicula）为禾本科落芒草属下的一个种。

## 扩展阅读
維基物種上的相關：大穗落芒草